# El aprendiz de guerrero
El aprendiz de guerrero es una novela de ciencia ficción del género ópera espacial escrita por la autora Lois McMaster Bujold dentro de la serie de Miles Vorkosigan. 
A pesar de ser la primera novela publicada, es la tercera según la cronología interna de la obra, situándose 18 años después de los hechos ocurridos en Fragmentos de honor, y retomando la historia 12 años después del final de Barrayar.

## Argumento
Con 17 años, Miles se presenta a las pruebas de acceso de la Academia Imperial de Barrayar, pero falla las pruebas físicas al romperse ambas piernas durante un salto. Durante una visita a la Colonia Beta poco tiempo después, el azar le da a Miles la oportunidad de encontrarse en posesión de un carguero interestelar y su piloto, y acepta un complicado envío al espacio de Tau Verde IV, que se encuentra en mitad de una guerra civil.
El otro bando de la guerra ha contratado un cuerpo de mercenarios, los Mercenarios Oseranos, para que mantengan en bloqueo en la salida del agujero de gusano. Medio inintencionadamente, Miles captura una de las naves mercenarias, y se presenta a sí mismo como el comandante de la Flota de Mercenarios Libres Dendarii. Manejando la situación a base de ingenio e improvisación, les hace creer que se encuentran en desventaja cuando en realidad el bando de Miles solo cuenta con cuatro hombres y una mujer. Bajo las órdenes del Almirante Naismith, los nuevos mercenarios (que no son sino las tropas de Oser) logran ganar la guerra, y finalmente incluso el propio Oser decide rendirse y unirse a los Dendarii.
La inesperada llegada del primo de Miles, Iván Vorpatril le revela a Miles que el Consejo de Condes le ha acusado de mantener una armada privada y violar así la Ley de Vorloupulous, lo que es acreedor de pena capital en Barrayar. Vuelve a casa en cuanto le es posible para llevar su defensa, y logra escapar a los cargos presentando a los Dendarii como un apoyo a las fuerzas del Emperador, aunque de forma secreta. Como recompensa, consigue la admisión a la Academia Imperial.

## Cómic
A comienzos de 2010, la editorial francesa Soleil, dentro de su sello Cherche Futurs, y con el permiso de Lois McMaster Bujold, comienza la publicación de la adaptación a cómic de la serie, con un primer tomo titulado como la novela homónima: "L'Apprentissage du Guerrier" (El aprendiz de guerrero). La adaptación está realizada por Dominique Latil, como encargada de adaptar el guion, y con José María Beroy encargado del dibujo y el color. La portada fue realizada por Alain Brion. Actualmente aún no ha sido publicada oficialmente en español, ni se sabe de ninguna editorial aun interesada en ella.

## Cronología
Las fechas de publicación de los distintos relatos de la saga de Miles Vorkosigan no se corresponden con el orden cronológico interno de la trama. Dentro de la serie, este relato se encuentra:
| Precedido por: | Serie:                    | Seguido por:                 |
| -------------- | ------------------------- | ---------------------------- |
| Barrayar       | Serie de Miles Vorkosigan | Las montañas de la aflicción |